# Castets-en-Dorthe
Pour les articles homonymes, voir Castets.
Castets-en-Dorthe est une ancienne commune du Sud-Ouest de la France, située dans le département de la Gironde, en région Nouvelle-Aquitaine.
Castets-en-Dorthe marque la fin du canal de Garonne qui commence à Toulouse et permet le lien avec le canal du Midi.

## Géographie

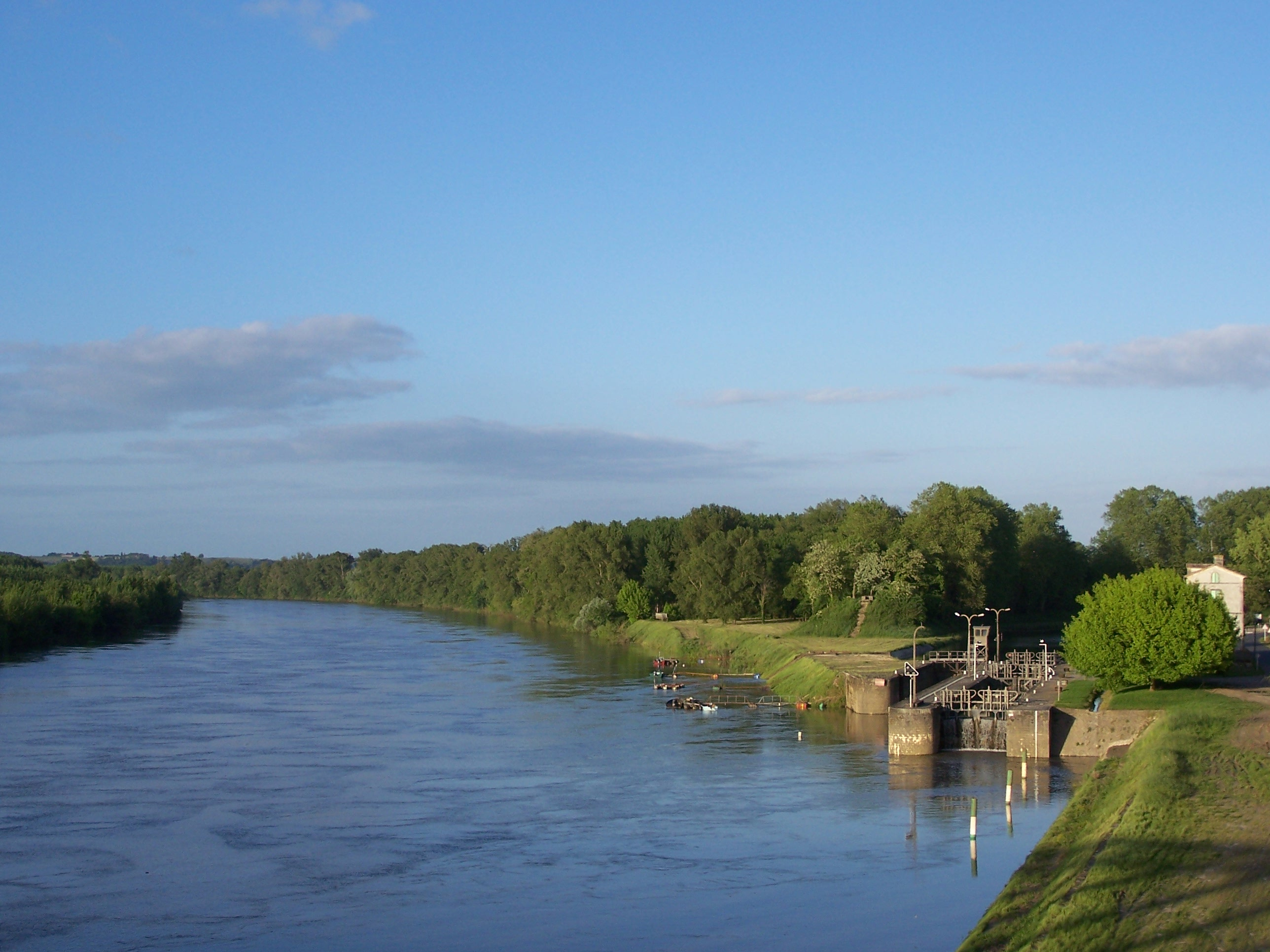
La Garonne et l'extrémité du canal de Garonne à Castets-en-Dorthe.

La commune de Castets-en-Dorthe se situe au sud (rive gauche) de la Garonne, à 53 km au sud-est de Bordeaux, chef-lieu du département, à 8,5 km à l'est de Langon, chef-lieu d'arrondissement et de canton.

### Communes limitrophes
| - OpenStreetMap Limite communale. |

Les communes limitrophes sont Barie au nord-est, Castillon-de-Castets à l'est, Bieujac au sud, Saint-Loubert au sud-ouest et Saint-Pardon-de-Conques à l'extrême ouest. Sur la rive droite de la Garonne, se trouvent les communes de Saint-Pierre-d'Aurillac à l'extrême nord-ouest, Saint-Martin-de-Sescas au nord et Caudrot au nord-est.
| Saint-Pierre-d'Aurillac | Saint-Martin-de-Sescas Rive droite de la Garonne | Caudrot Barie        |
| Saint-Pardon-de-Conques | Castets-en-Dorthe                                | Castillon-de-Castets |
| Saint-Loubert           | Bieujac                                          |                      |

### Voies de communication et transports
Les principales routes départementales traversant le village sont la D15 qui relie Caudrot au nord à Auros au sud et la D224 qui mène à Castillon-de-Castets puis Pondaurat vers l'est et à Langon vers l'ouest.
L'autoroute la plus proche est l'autoroute A62 dont l'accès no 3, dit de Langon, est distant de 9,5 km par la route vers l'ouest-sud-ouest.

L'accès no 1, dit de Bazas, à l'autoroute A65 (Langon-Pau) se situe à 19 km vers le sud-sud-ouest.
La gare SNCF la plus proche est celle, distante de 3 km par la route vers le nord, de Caudrot sur la ligne Bordeaux - Sète du TER Nouvelle-Aquitaine. La gare de Langon proposant plus de trafic se trouve à 9 km vers l'ouest.

### Hydrographie
Le nord-ouest du territoire communal est bordé par la Garonne. Ses deux affluents locaux sont la Bassanne qui fait office, au nord-est, de limite communale avec Barie puis se jette dans la Garonne à proximité de la fin du canal de Garonne, et le Beuve, qui fait office, à l'ouest, de limite communale avec Saint-Loubert puis qui pénètre sur le territoire de cette dernière.
Le territoire communal est traversé d'est en ouest par le canal de Garonne et abrite trois écluses, la no 51 dite de Mazérac, la no 52 dite des Gares et la no 53 — et dernière — dite de Castets.

## Toponymie
Le toponyme est documenté sous les formes médiévales Castrum Andorta (1274), Castrum en Dorte / Castet en Dorta (1307-1317), Redorta (1307-1317)…
Ces formes montrent que :
1. le premier terme, l'actuel Castets, est le gascon castèth 'château' (du latin castellum 'château fort', diminutif de castrum 'place forte') ; la palatale [t͡ɕ], notée -th en gascon, est souvent transcrite en -ts par les cartographes ;
2. le second  terme est un ancien toponyme, Andorta victime d'une mécoupure : sa première syllabe a été analysée comme une préposition, d'où l'interprétation du toponyme sous la forme « en Dorta »[Note 1] ; le nom Andorta correspond au gascon endorte ou andòrta[2] (du latin intorta) qui désignait le lien souple servant à attacher les fagots de bois ou les sarments de vigne, fait à partir d'une branche souple comme celle du saule ou de l'osier (appelé aujourd'hui vime)[Note 2] ; ce nom réfère vraisemblablement à la palissade du château originel[3].

Noter que le terme Redorta signifie 'redoute, fortification'.
En gascon, le nom de la commune est Castèth Andòrta.
Ses habitants sont appelés les Casteriots.

## Histoire
À la Révolution, une partie de la paroisse Saint-Loubert-et-Saint-Louis de Castets et la paroisse Saint-Romain de Mazerac forment la commune de Castets. Le 13 juillet 1957, la commune de Castets devient Castets-en-Dorthe.
Le 1er janvier 2017 sont regroupées les communes de Castillon-de-Castets et de Castets-en-Dorthe pour former la commune nouvelle de Castets et Castillon.

## Politique et administration
| Période                                  | Période   | Identité         | Étiquette | Qualité  |
| ---------------------------------------- | --------- | ---------------- | --------- | -------- |
| Les données manquantes sont à compléter. |           |                  |           |          |
|                                          | mars 2001 | Jean-Pierre Sart |           | Médecin  |
| mars 2001                                | mars 2008 | Guy Furton       | PS        | Receveur |
| mars 2008                                | mars 2014 | Jean-Pierre Sart | UMP       | Médecin  |
| mars 2014                                | En cours  | Daniel Flipo     | DVD       | Retraité |

### Communauté de communes
Le 1er janvier 2014, la communauté de communes du Pays de Langon ayant été supprimée, la commune de Castets-en-Dorthe s'est retrouvée intégrée à la communauté de communes du Sud Gironde siégeant à Mazères.

## Démographie
L'évolution du nombre d'habitants est connue à travers les recensements de la population effectués dans la commune depuis 1793. À partir du 1er janvier 2009, les populations légales des communes sont publiées annuellement dans le cadre d'un recensement qui repose désormais sur une collecte d'information annuelle, concernant successivement tous les territoires communaux au cours d'une période de cinq ans. 
Pour les communes de moins de 10 000 habitants, une enquête de recensement portant sur toute la population est réalisée tous les cinq ans, les populations légales des années intermédiaires étant quant à elles estimées par interpolation ou extrapolation. Pour la commune, le premier recensement exhaustif entrant dans le cadre du nouveau dispositif a été réalisé en 2007,.
En 2014, la commune comptait 1 169 habitants, en évolution de −5,95 % par rapport à 2009 (Gironde : +6,37 %, France hors Mayotte : +2,49 %).
| 1793  | 1800 | 1806  | 1821  | 1831  | 1836  | 1841  | 1846  | 1851  |
| ----- | ---- | ----- | ----- | ----- | ----- | ----- | ----- | ----- |
| 1 002 | 974  | 1 088 | 1 002 | 1 082 | 1 180 | 1 207 | 1 309 | 1 343 |

| 1856  | 1861  | 1866  | 1872  | 1876  | 1881  | 1886  | 1891  | 1896  |
| ----- | ----- | ----- | ----- | ----- | ----- | ----- | ----- | ----- |
| 1 355 | 1 320 | 1 441 | 1 355 | 1 274 | 1 237 | 1 202 | 1 163 | 1 120 |

| 1901  | 1906  | 1911  | 1921 | 1926 | 1931 | 1936 | 1946 | 1954 |
| ----- | ----- | ----- | ---- | ---- | ---- | ---- | ---- | ---- |
| 1 099 | 1 111 | 1 124 | 950  | 934  | 815  | 853  | 876  | 980  |

| 1962 | 1968 | 1975 | 1982 | 1990 | 1999  | 2007  | 2012  | 2014  |
| ---- | ---- | ---- | ---- | ---- | ----- | ----- | ----- | ----- |
| 953  | 920  | 889  | 829  | 996  | 1 124 | 1 233 | 1 184 | 1 169 |

## Lieux et monuments
- Le château du Hamel a été édifié au XIVe siècle à la demande de Raymond Guilhem de Goth, neveu du pape Clément V et réaménagé au XVIe siècle par Jean de Fabas puis à nouveau au XVIIe siècle[11]. Il a été classé aux monuments historiques en 1963[12] mais ne se visite pas. Il est habité par sa propriétaire.
- L'église Saint-Romain de Mazérac, au lieu-dit Mazérac, date du XIIe siècle et son chevet a été classé monument historique en 1925[13].
- L'église Saint-Louis, sur la place du village, construite vers la milieu du XIXe siècle.
- Canal latéral à la Garonne avec trois écluses sur le territoire communal.
- Pont en fer sur la Garonne, construit en 1905.

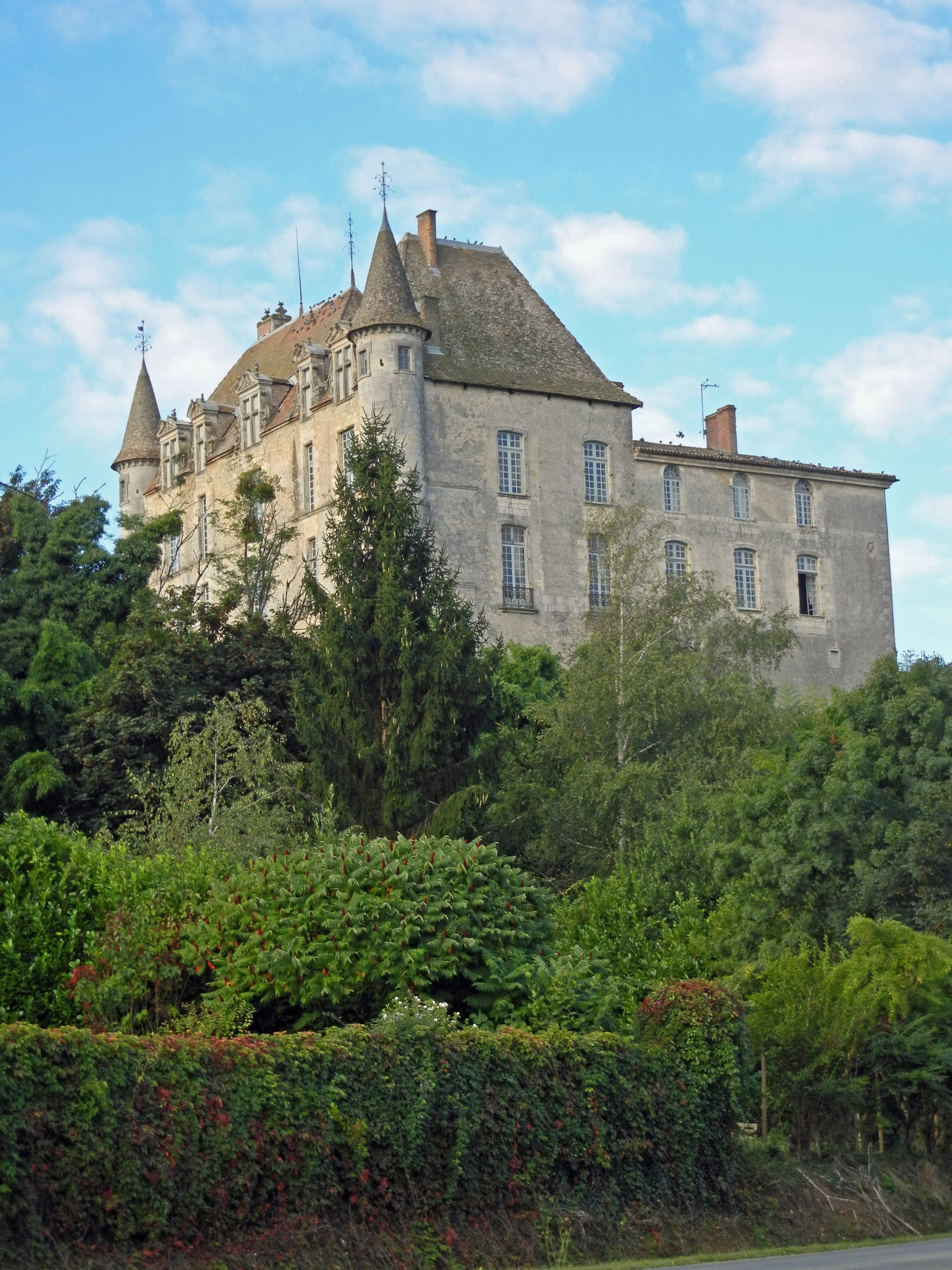
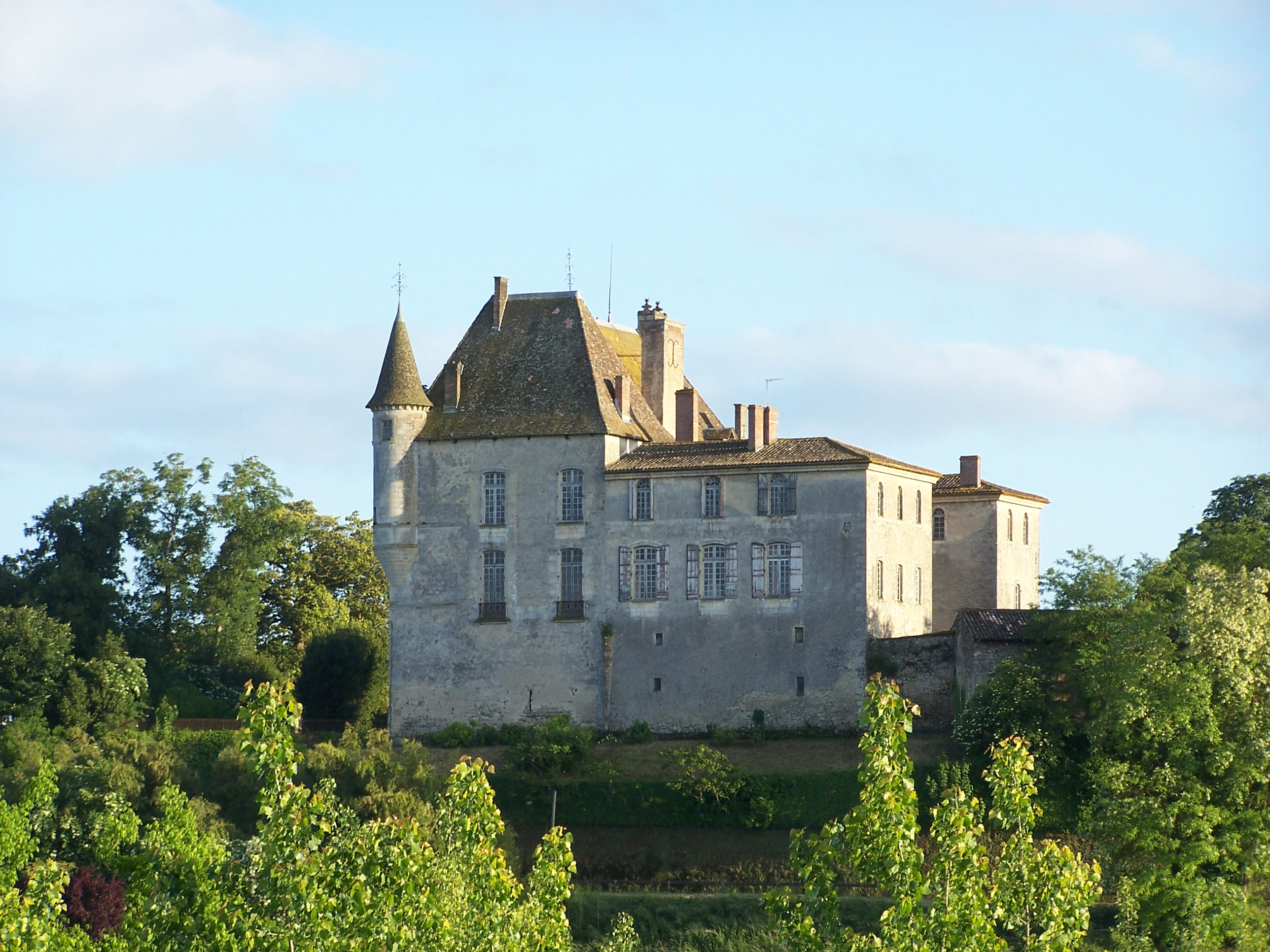
Le château du Hamel
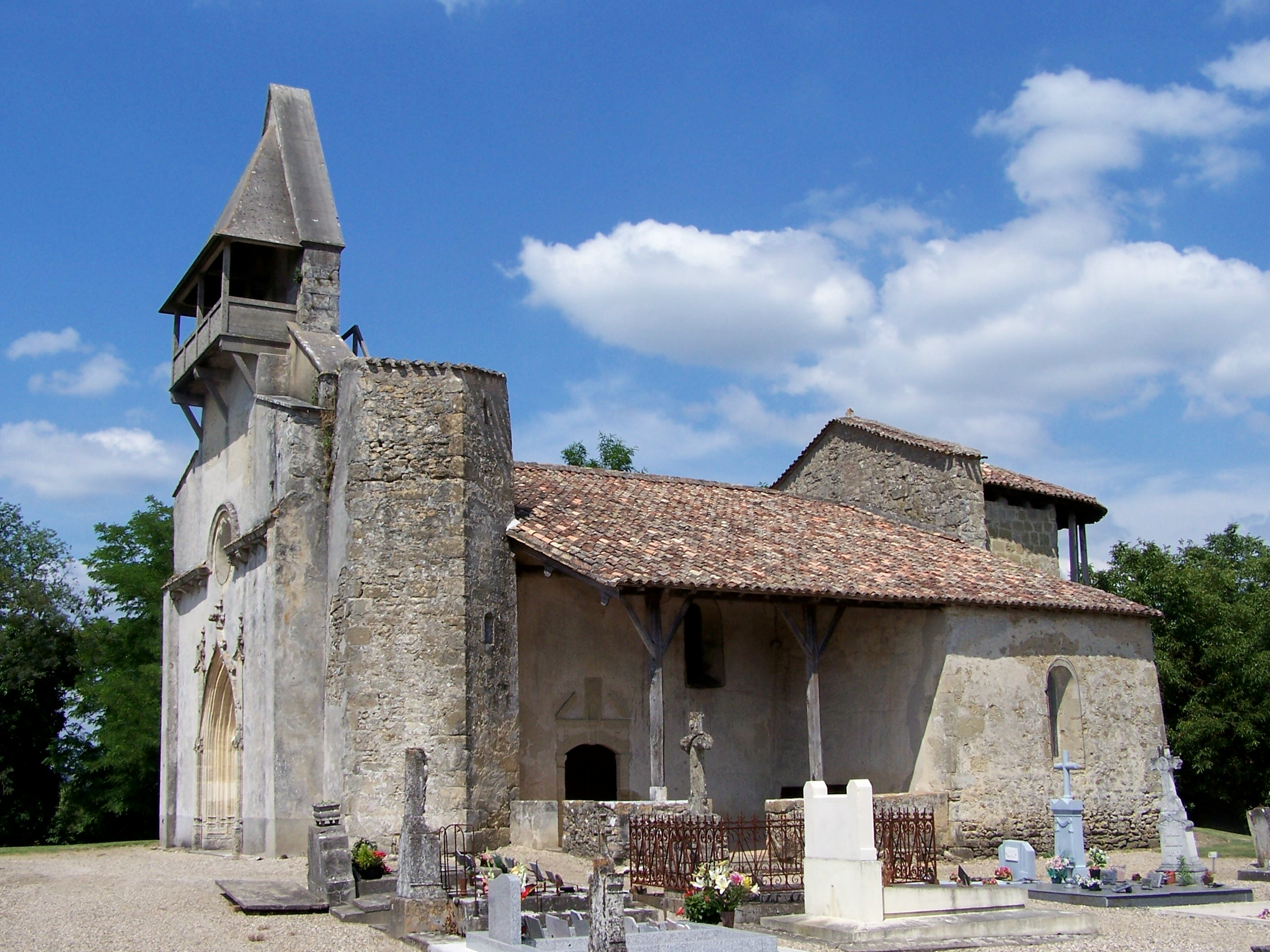
L'église Saint-Romain de Mazérac
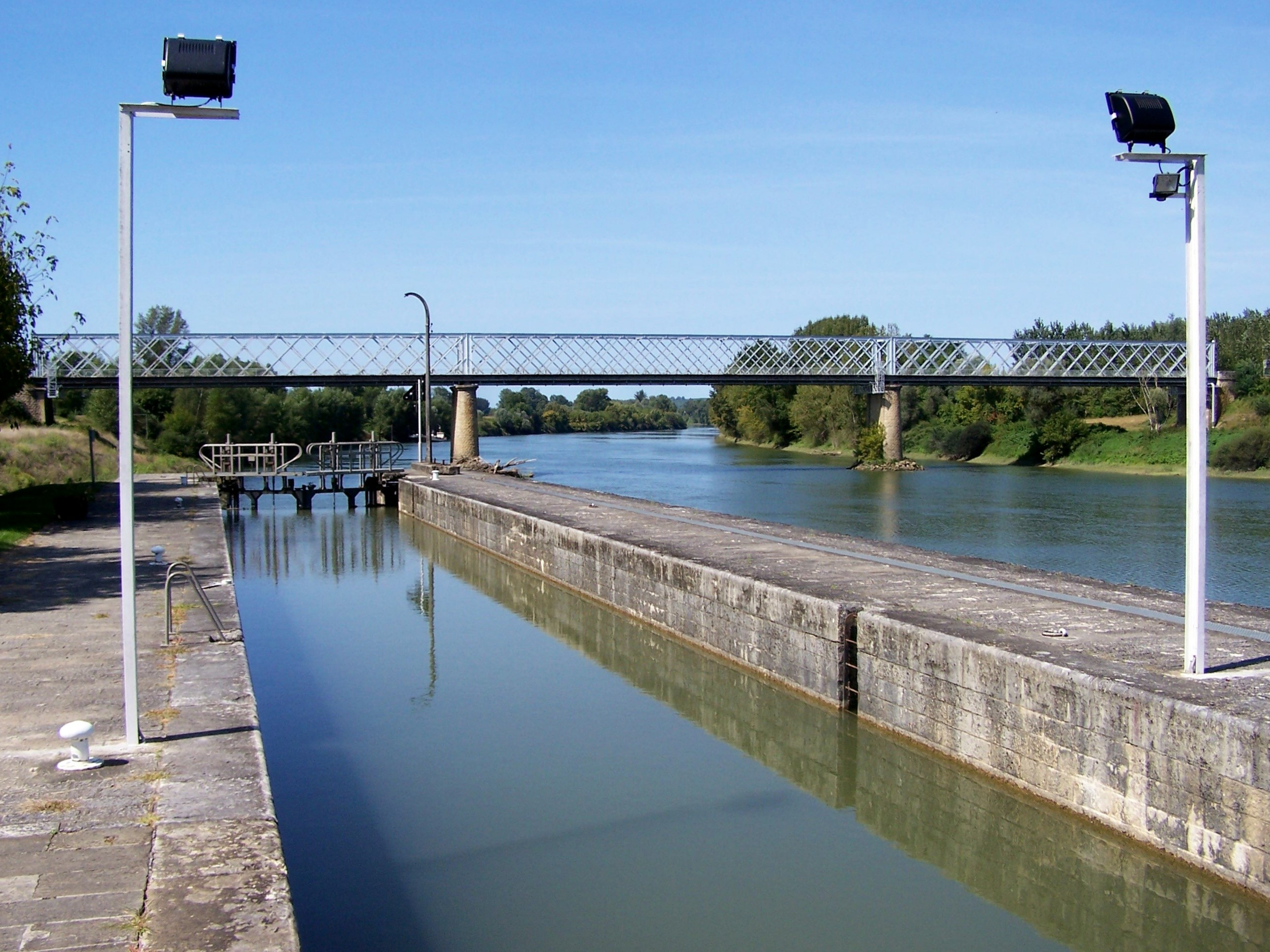
L'écluse no 53 de Castets - « amont », fin du canal
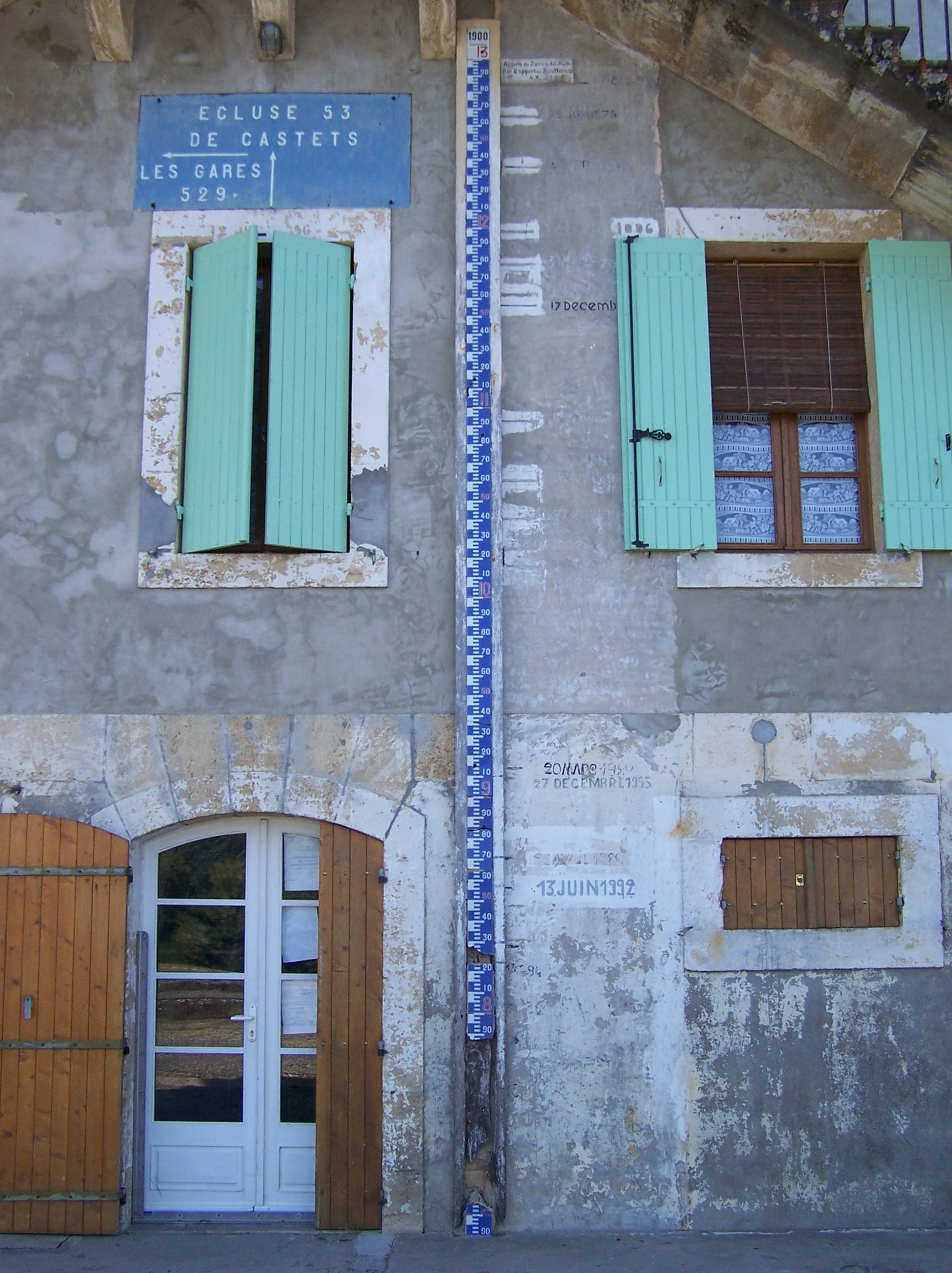
Échelle des crues de la Garonne sur la façade de la maison éclusière no 53
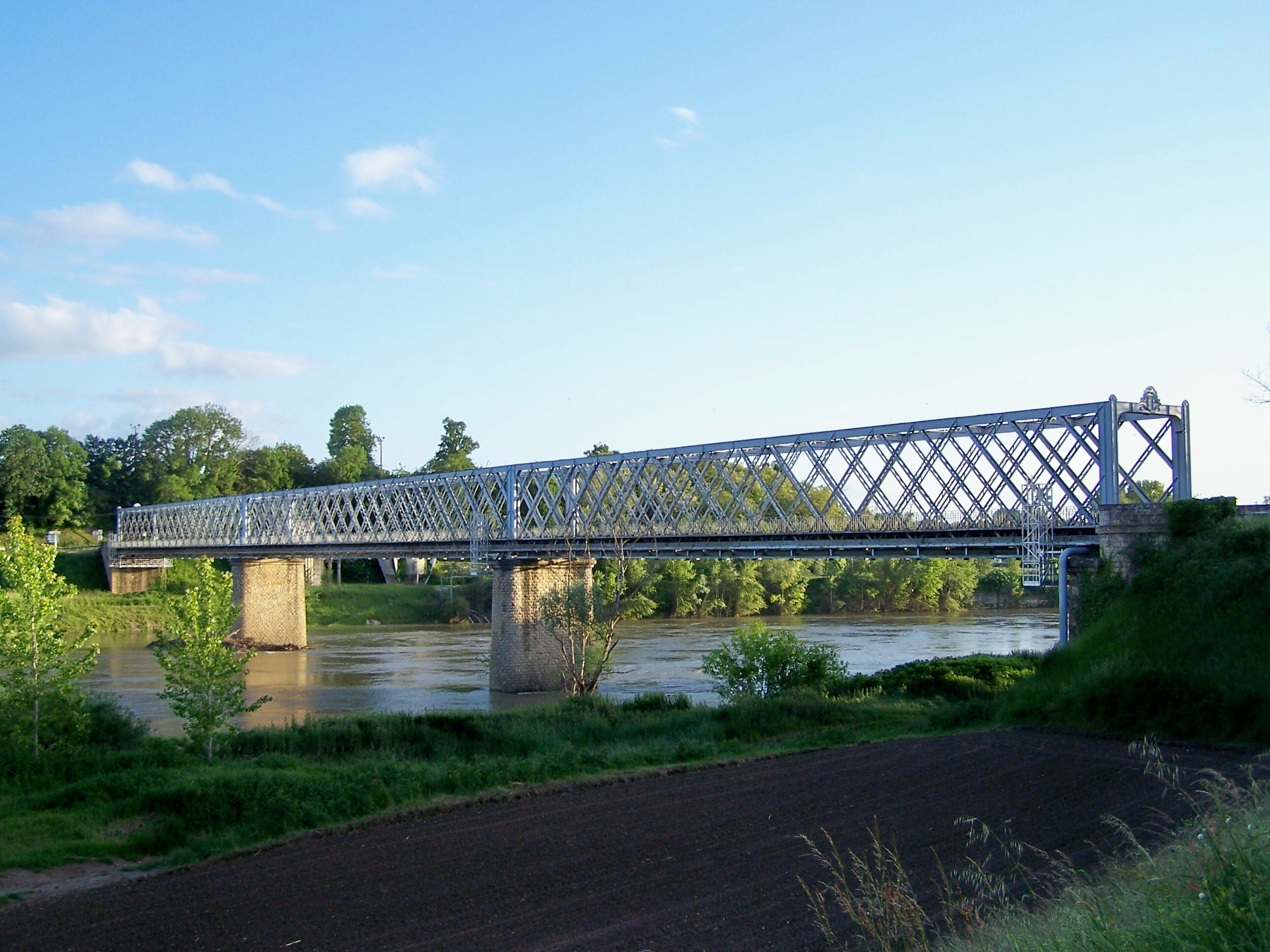
Le pont Eiffel
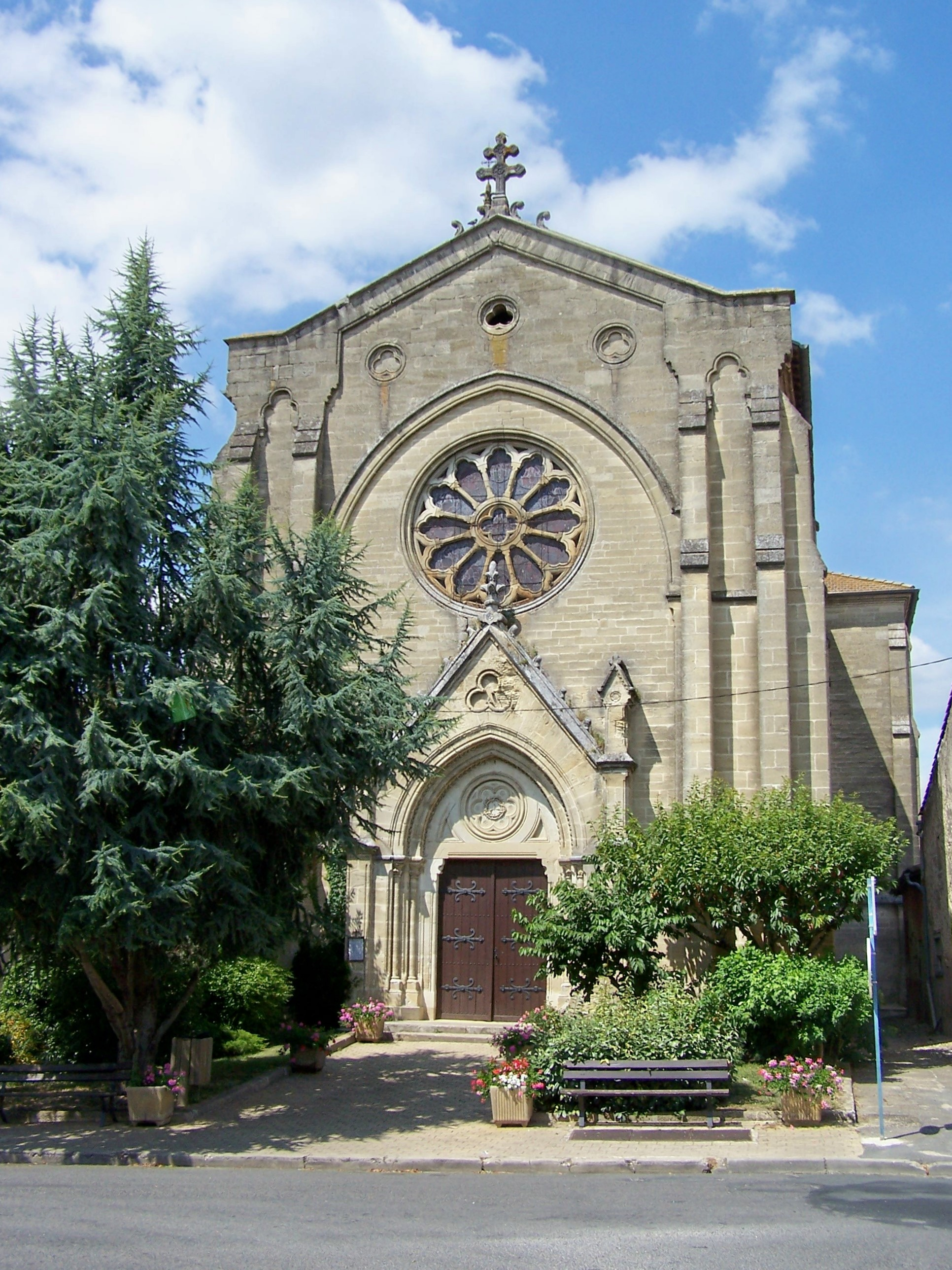
L'église Saint-Louis, façade sud et portail
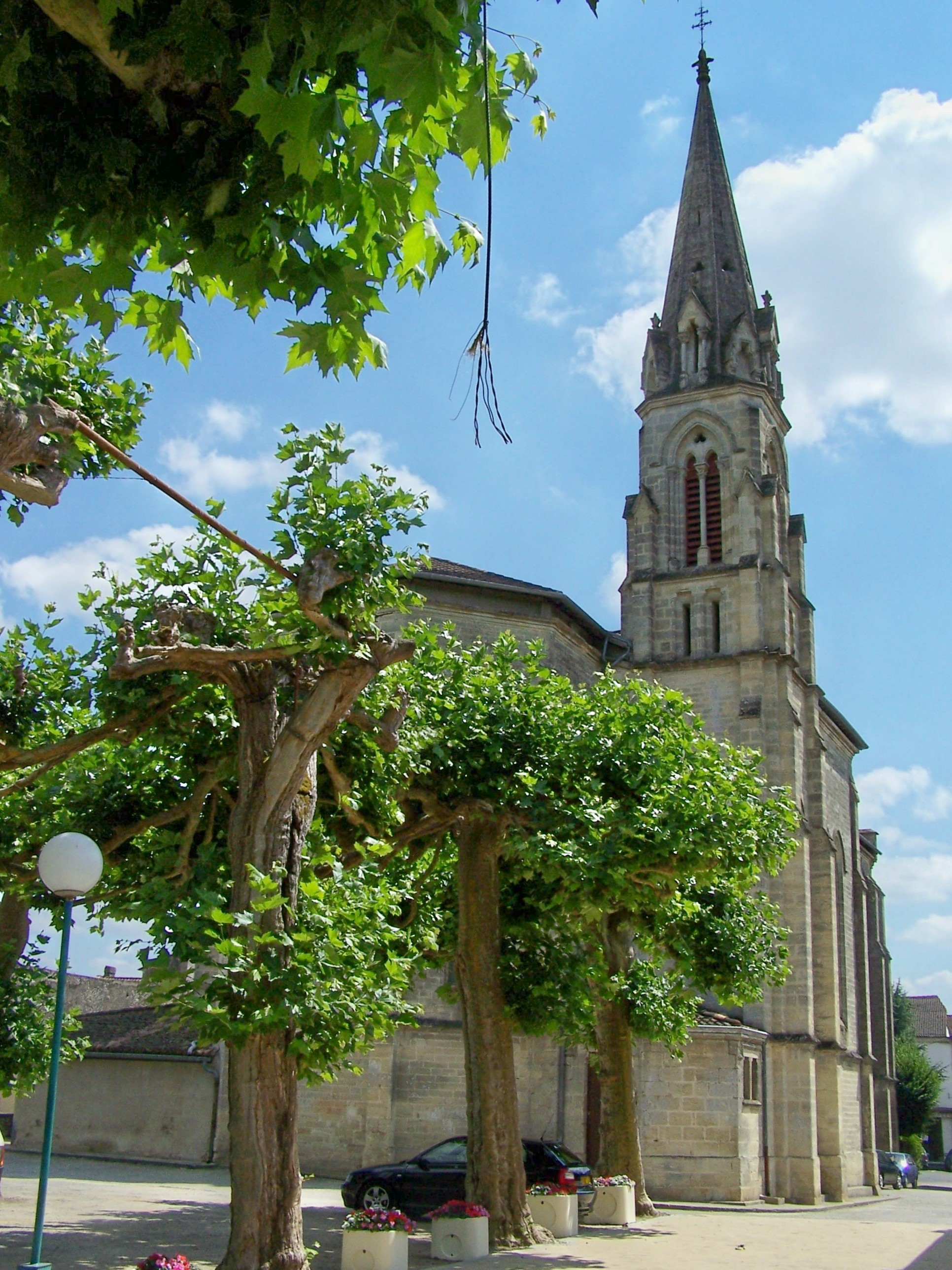
L'église Saint-Louis, côté nord et chevet
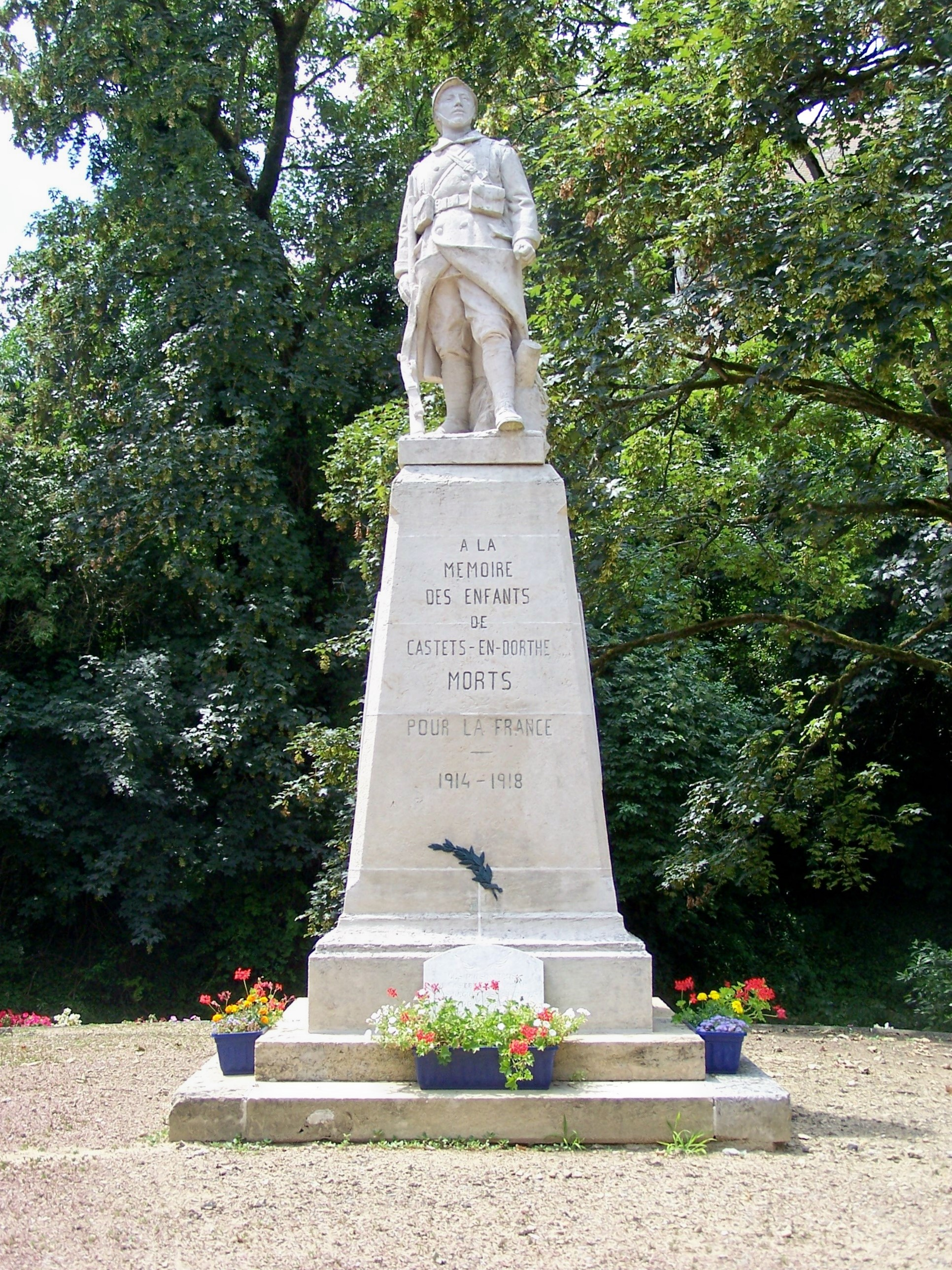
Le monument aux morts, dans la rue descendant vers le pont Eiffel

## Personnalités liées à la commune
- Myr et Myroska (artistes de variétés) ont habité la commune.
- Robert Philippot député d'Agen (1936-1940) est né à Castets.
- La famille paternelle de François Mauriac a vécu à Castets où son grand-père était tonnelier[14].

## Vie locale

### Sports
- Le Langon Castets, club de football
- Le Barie-Castets basket club, club de basket-ball